# Shannonomyia bogotensis
Shannonomyia bogotensis är en tvåvingeart som beskrevs av Alexander 1938. Shannonomyia bogotensis ingår i släktet Shannonomyia och familjen småharkrankar.
Artens utbredningsområde är Colombia. Inga underarter finns listade i Catalogue of Life.